# Wan Kwong
Wan Kwong (chino: 尹 光), cuyo nombre verdadero es Lui Minkwong (呂明光 también conocido como Jackson Wan Kwong; Cholon, 1949), es un cantante hongkonés, conocido como el "Templo de la calle Prince".

## Biografía
Wan nació en Cholon, Ciudad de Ho Chi Minh, Vietnam en 1949, su familia es de origen chino de Vietnam y se formó como cantante de ópera cantonesa. Tras el estallido de la guerra en el Vietnam, el y su familia se trasladaron a Hong Kong. Entre los años 1960 y 1980, incursionó en el género pop, cuyas letras, a menudo era de un lenguaje vulgar, que reflejaba la vida de la clase baja en Hong Kong. Alrededor de la década de los años 1990, colaboró con otros cantantes de alto nivel en Hong Kong, cantaba en bares y en programas de televisión. Lanzó un álbum titulado "Ignoring Father" (少理阿爸)(少 理 阿爸) en el 2002 y aún se mantiene activo ofreciendo conciertos de vez en cuando.

## Discografía
- Hollywood Grand Hotel (荷里活大酒店)
- Counting Hair (數毛毛)
- The Fortune Teller Tai Tset Sai (相士大隻西)
- Ignoring Father (少理阿爸)
- Chasing the Dragon (追龍)